# Argininkatabolisches mobiles Element
Das argininkatabolische mobile Element (englisch arginine catabolic mobile element, ACME) ist ein mobiles genetisches Element, das als Virulenzfaktor in verschiedenen Staphylokokken vorkommt.

## Eigenschaften
Das argininkatabolische mobile Element dient den Staphylokokken als Virulenzfaktor, indem es den Bakterien eine erhöhte Resistenz gegen Polyamine im Rahmen einer Immunreaktion oder bei einer Wundheilung vermittelt. Verschiedene Vertreter der ACME wurden in diversen Staphylokokken identifiziert, z. B. in Staphylococcus epidermidis.

## Auftreten in virulenten MRSA
ACME treten üblicherweise nicht in Antibiotikum-sensitiven Staphylococcus aureus (MSSA) auf. Das mobile genetische Element einer Spermidin-Acetyltransferase-enthaltenden (Gen speG) ACME wurde vermutlich während der MRSA-Epidemie der USA300-Stämme von S. epidermidis in S. aureus übertragen. Dadurch wird das Habitat von Staphylokokken über den Bereich der Nasenflora hinaus erweitert, so dass sie auch intakte Haut besiedeln können, wodurch die Übertragung auf andere Organismen erleichtert wird. Neben ACME kommen als Virulenzfaktoren in Staphylokokken unter anderem noch das Panton-Valentine-Leukozidin, das phenol-soluble modulin und teilweise auch Enterotoxine vor.